# دران توکسوز
دران توکسوز (انگلیسی: Deran Toksöz؛ زادهٔ ۲۱ مهٔ ۱۹۸۸) بازیکن فوتبال اهل آلمان است.